# Кузьмін Микола Іванович
Мико́ла Іва́нович Кузьмі́н (1911, Москва, Російська імперія — 1988, Київ, Українська РСР, СРСР) — український музикознавець і музичний педагог (фортепіано). Тривалий час жив і працював у Києві, досліджував історію музичної культури міста.

## Біографія

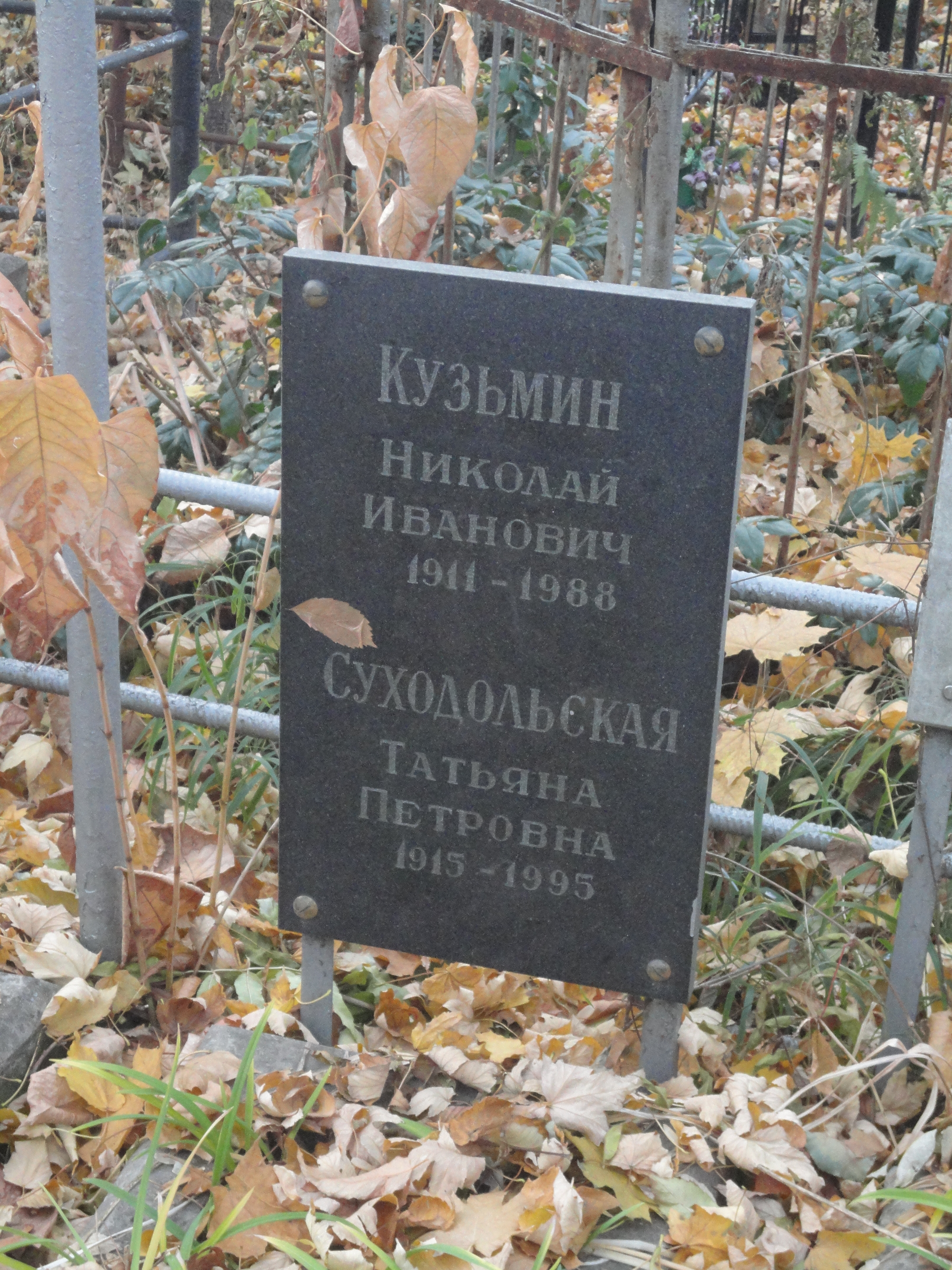
Надгробок М. І. Кузьміна на Лук'янівському цвинтарі

Народився в сім'ї московського інженера. З 1925 року жив і навчався в Києві. У 1927—1933 роках — учень музичної школи М. А. Тутковського. У 1933 році поступив до Музично-драматичного інституту ім. М. В. Лисенка, реорганізованого в 1934-му в консерваторію; закінчив її у 1938 році по класу фортепіано. Був учнем професорів А. М. Луфера і К. М. Михайлова. Після закінчення консерваторії був призначений художнім керівником Вінницької філармонії, також викладав у місцевій музичній школі, виступав у концертах міського музичного лекторію.
З 1940 року перебував на військовій службі, учасник бойових дій проти німецьких і японських агресорів; нагороджений за воїнську звитягу орденами і медалями, був поранений. Після демобілізації у 1946 році повернувся до Києва і став викладачем Київського музичного училища, пов'язавши з ним все своє подальше життя. Підготував по класу фортепіано понад 80 вихованців, значна частина яких потім здобула вищу музичну освіту. Серед учнів — С. Глух, І. Іващенко, Л. Цвірко, Л. Ященко. Викладав також у народній консерваторії; був консультантом міського Будинку художньої самодіяльності профспілок. Співпрацював з музичною редакцією Українського радіо, для якої створив більш ніж 50 музично-освітніх передач. Мав композиторський і поетичний хист; автор низки романсів, фортепіанних п'єс, «Української рапсодії» для оркестру.
Помер у Києві. Похований на Лук'янівському кладовищі (24-та дільниця).

## Дослідження музичної історії Києва
Найбільш вагомою громадською й музикознавчою справою Миколи Івановича стало докладне вивчення історії музичної культури Києва, в тому числі — становлення Київського музичного училища. Ці дослідження велись багато років; було пророблено, систематизовано і узагальнено тисячі публікацій та архівних документів, опитано значну кількість педагогів і випускників музичного училища. Результатом дослідницької роботи стали книжкові видання та низка статей у періодиці. Публікації М. Кузьміна сприяли поверненню із забуття сотень імен. Найбільш концентрований добір інформації містила його книга «Українська школа музичної майстерності», видана у напівкустарний спосіб накладом 300 примірників. Вона швидко стала бібліографічним раритетом, і у 2007 році Міжнародний благодійний фонд конкурсу Володимира Горовиця здійснив її посмертне перевидання, приурочене до 140-річчя Київського державного вищого музичного училища ім. Р. М. Глієра.
М. Кузьмін був одним з авторів енциклопедії «Мистецтво України», енциклопедичного довідника «Київ». Створив у Київському музичному училищі ім. Р. М. Глієра експозицію класу-музею М. В. Лисенка.

## Власні публікації

### Окремі видання
- Украинская школа музыкального мастерства / Сост. Кузьмин Н. И. — К., 1968. (рос.)
- Кузьмін М. Забуті сторінки музичного життя Києва. — К.: Музична Україна, 1972.
- Кузьмин Н. Украинская школа музыкального мастерства. — Издание второе. — К.: Международный благотворителный фонд конкурса Владимира Горовица, 2007. (рос.)

### Статті
- Кузьмин Н. Глиэр в Киеве // Советская музыка. — 1975. — № 9. (рос.)
- Кузьмін М. «Музичні» будинки // Культура і життя. — 1980. — 18 вересня.
- Кузьмін М. Червоний бант Глієра // Культура і життя. — 1982. — 25 квітня.
- Кузьмін М. Музично-драматична школа М. В. Лисенка // Українське музикознавство. — Випуск 19. — К., 1984.